# Bradypus variegatus
Il bradipo variegato (Bradypus variegatus), anche noto come bradipo dalla gola bruna, è una specie di bradipo tridattilo che vive nel regno neotropicale dell'America centrale e meridionale.
Delle quattro specie di bradipo tridattilo è di gran lunga la specie più comune e dall'areale più vasto, visto che riesce a sopravvivere negli ambienti più disparati (dalle foreste pluviali alle foreste di conifere, ai giardini pubblici).

## Descrizione
Il bradipo variegato è di dimensioni simili alla maggior parte delle altre specie di bradipi tridattili, con maschi e femmine che misurano dai 42 agli 80 centimetri di lunghezza. La coda è relativamente corta, lunga solamente 2,5-9 centimetri. Gli adulti pesano dai 2,25 ai 6,3 kg, e non ci sono differenze significative nelle dimensioni tra maschi e femmine. Ogni arto presenta tre dita, che terminano con artigli lunghi e ricurvi, lunghi 7-8 centimetri sugli arti anteriori, e da 5-5,5 centimetri sugli arti posteriori.
La testa è arrotondata, con naso smussato e orecchie piccole, spesso invisibili nascoste sotto la folta pelliccia. Come altri bradipi, il bradipo variegato non ha denti incisivi o canini e i molari sono di forma semplice e simili a pioli. Sono inoltre sprovvisti di cistifellea, cieco o appendice.
Il bradipo variegato presenta una pelliccia che va dal marrone grigiastro al beige, una macchia di marrone più scuro sulla gola, ai lati del viso e sulla fronte. Il viso è generalmente di colore beige chiaro, con sfumature gialle, e con due caratteristiche strisce di pelo molto scuro che corrono sotto gli occhi. L'unica differenza che incorre tra maschi è femmine è una curiosa macchia di peli giallognoli sul dorso dei maschi, ornata di macchie e striature marrone scuro.
I peli del mantello superiore sono molto ruvidi e rigidi e ricoprono uno strato molto più morbido di denso sottopelo. I peli sono insoliti perché mancano di un midollo centrale e presentano numerose fessure microscopiche sulla loro superficie. Queste crepe ospitano un certo numero di specie commensali di alghe, tra cui Rufusia pillicola, Dictyococcus bradypodis e Chlorococcum choloepodis, che danno alla pelliccia di alcuni esemplari un colorito verdastro. Le alghe sono generalmente assenti nel pelo degli esemplari più giovani, e possono essere assenti anche negli individui particolarmente anziani, dove la cuticola esterna del pelo è andata perduta. I peli di bradipo ospitano anche una ricca flora fungina. È stato dimostrato che alcuni ceppi di funghi che crescono nella pelliccia del bradipo variegato possiedono proprietà antiparassitarie, antitumorali e antibatteriche.
In parti del suo areale, il bradipo variegato è simpatrico con il bradipo didattilo di Hoffmann (Choloepus hoffmanni). Dove si verifica questa sovrapposizione, il bradipo variegato tende ad essere più piccolo e più numeroso del suo parente, essendo più attivo nel muoversi attraverso la foresta e mantenendo un'attività più diurna.

## Distribuzione
Il bradipo variegato è il più diffuso e comune delle quattro specie di bradipi tridattili. Si trova dall'Honduras a nord, attraverso il Nicaragua, Costa Rica e Panama in Venezuela, Colombia, Ecuador, Bolivia, Brasile e Perù orientale. La specie non è diffusa a nord della foresta pluviale amazzonica o ad est del Rio Negro, anche se la sua somiglianza con il bradipo tridattilo dalla gola pallida che si trova in queste regioni ha portato a una certa confusione in passato.
Si trova in diversi tipi di habitat, comprese foreste sempreverdi e secche e in aree naturali altamente perturbate. Si trova generalmente dal livello del mare a 1.200 metri, sebbene alcuni individui siano stati avvistati ad altitudini molto più elevate.

## Biologia

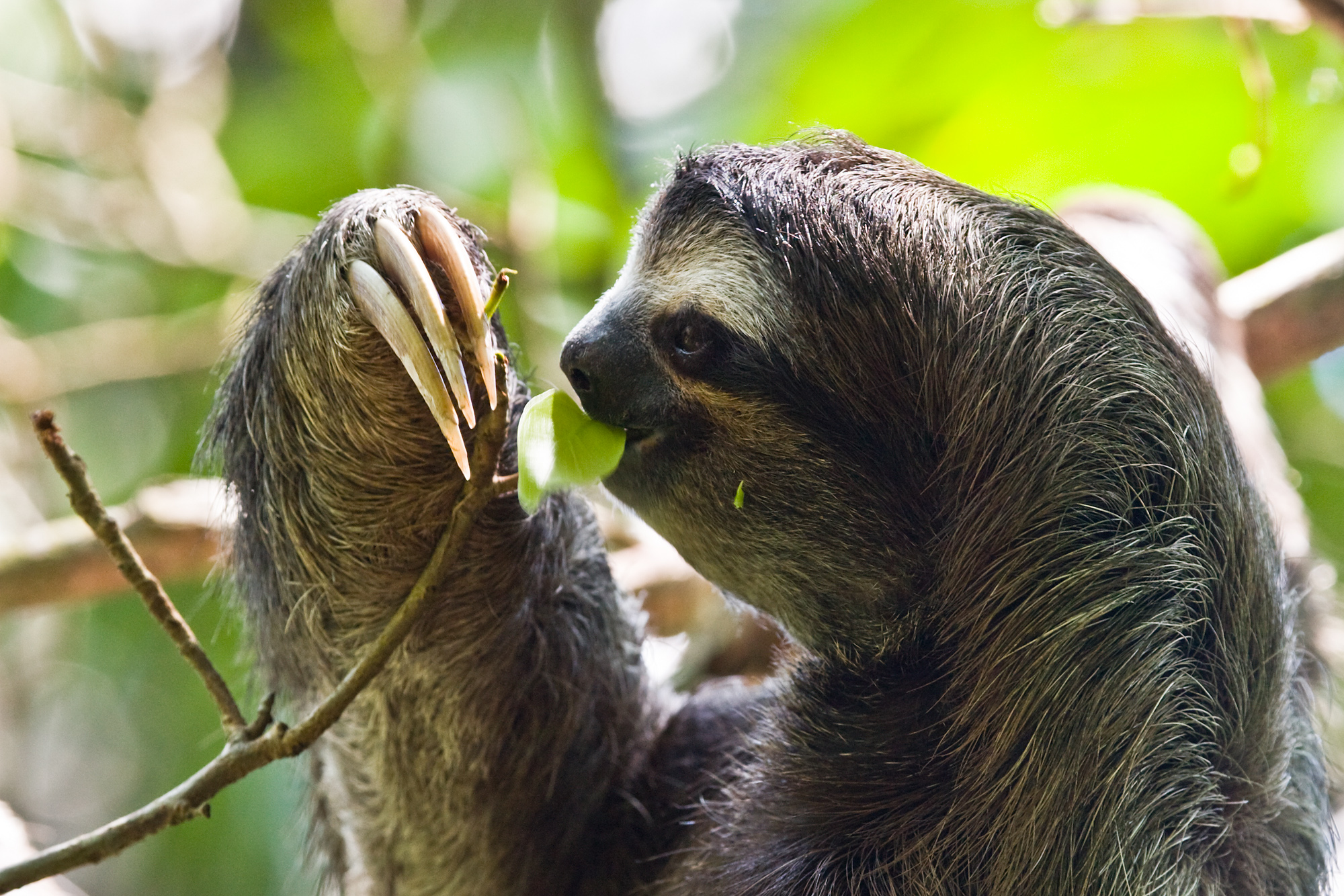
Un bradipo variegato mentre si nutre, Parco Nazionale Cahuita, Costa Rica

I bradipi variegati dormono dalle 15 alle 18 ore al giorno e sono attivi solo per brevi periodi di tempo, sia durante il giorno che durante la notte. Sebbene possano camminare sul terreno e persino nuotare, trascorrono la maggior parte della loro vita tra gli alti rami degli alberi. I bradipi variegati sono catemerali, e non hanno alcuna preferenza nel dormire di giorno o di notte. I lunghi artigli ricurvi e muscoli degli arti specificamente adattatisi per forza e resistenza li aiutano a mantenere una salda presa ai rami degli alberi. Sono anche in grado di resistere al rimanere appesi a testa in giù per lunghi periodi di tempo, grazie a delle aderenze fibrinose che attaccano i loro organi (come il fegato e lo stomaco) alle loro costole inferiori. Dato che le feci e l'urina possono rappresentare fino a un terzo del loro peso corporeo, questo adattamento impedisce a questi organi di premere sui polmoni quando sono appesi a testa in giù, facilitando la respirazione. Gli animali adulti sono solitari, tranne quando crescono i piccoli, e i maschi sono stati osservati combattere per il territorio usando gli artigli anteriori.
I bradipi scendono circa una volta ogni otto giorni per defecare al suolo. La ragione e il meccanismo alla base di questo comportamento è tuttora oggetto di dibattito tra gli scienziati. Sono state formulate almeno cinque ipotesi per questo comportamento: 1) fertilizzare gli alberi quando le feci si depositano alla base dell'albero; 2) coprire le feci ed evitare la predazione; 3) comunicazione chimica tra individui; 4) raccolta negli artigli di tracce di sostanze nutritive, che vengono poi ingerite; e 5) favorire una relazione mutualistica con le popolazioni di falene che vivono nel suo pelo. Più recentemente è emersa una nuova ipotesi, che presenta prove contro le precedenti e propone che tutti i bradipi attuali discendano da specie che defecavano al suolo, e semplicemente non c'è stata una pressione selettiva sufficiente per abbandonare questo comportamento, poiché i casi di predazione durante la defecazione sono in realtà molto rari.
Oltre alle alghe nella loro pelliccia, i bradipi dalla gola bruna vivono anche commensalmente con una specie di falena, Cryptoses choloepi, che vive nella loro pelliccia e depone le uova nel loro sterco. I giaguari, puma e aquile arpie sono tra i pochi predatori naturali del bradipo variegato. È stato osservato che il caracara dalla testa gialla si nutre di piccoli invertebrati nella pelliccia dei bradipi, apparentemente senza che il bradipo sia disturbato da tale comportamento.

## Tassonomia
Il bradipo variegato fu descritto per la prima volta da Heinrich Rudolf Schinz, nel 1825, sulla base di un esemplare sudamericano. La località tipo fu successivamente specificata come "probabilmente Bahia (Brasile)" da Robert Mertens, nel 1925.
Le sette sottospecie riconosciute del bradipo variegato, sebbene non tutte facilmente distinguibili, sono:
- B. v. boliviensis Gray, 1871
- B. v. brasiliensis Blainville, 1840
- B. v. ephippiger Philippi, 1870
- B. v. gorgon Thomas, 1926
- B. v. infuscatus Wagler, 1831
- B. v. trivittatus Cornalia, 1849
- B. v. variegatus Schinz, 1825

Il parente vivente più prossimo al bradipo variegato è il bradipo tridattilo dalla gola pallida, che ha un aspetto molto simile, fatta eccezione per il colore più chiaro intorno alla gola. Si stima che le due specie si siano separate solo 400.000 anni fa, mentre i loro antenati si sono discostati dal bradipo dal cappuccio oltre 7 milioni di anni fa.